# A Broadway Butterfly
A Broadway Butterfly é um filme de comédia mudo norte-americano, dirigido por William Beaudine e lançado em 1925.